# Heinrich Gustav Flörke
Heinrich Gustav Flörke (ur. 24 grudnia 1764 roku w Altkalen, zm. 6 listopada 1835 roku w Rostocku) – niemiecki duchowny ewangelicki, lichenolog. 

## Życiorys
Heinrich Gustav Flörke urodził się w rodzinie pastora 24 grudnia 1764 roku w Altkalen w Meklemburgii. W 1775 roku rozpoczął studia teologiczne na uniwersytecie w Bützow. Po studiach pracował jako nauczyciel prywatny w Kittendorfie i towarzyszył swojemu uczniowi w Getyndze. W Getyndze uczestniczył w wykładach prowadzonych przez Johanna Friedricha Blumenbacha (1752–1840), Georga Franza Hoffmanna (1760–1826) i Christiaana Hendrika Persoona (1761–1836). Tam zainteresował się roślinami zarodnikowymi.  
W 1794 roku objął parafię w Kittendorfie, z prowadzenia której zrezygnował w 1797 roku i rozpoczął studia medyczne na uniwersytecie w Jenie. Pracował jako bibliotekarz Towarzystwa Przyjaciół Badających Przyrodę (niem. Gesellschaft Naturforschenden Freunde, GNF) w Berlinie, któremu sprzedał swój zielnik. Następnie pracował w drukarni J. G. Traßlers w Brünn. 
W 1816 roku otrzymał profesurę na uniwersytecie w Rostocku. 
Zmarł 6 listopada 1835 roku w Rostocku.

## Działalność naukowa
Prowadził wędrówki botaniczne na terenie całych Niemiec. W regionie Salzkammergut zaobserwował układ zonalny mchów. Przez szesnaście lat, początkowo wraz z bratem Friedrichem Jakobem, kontynuował prace Johanna Georga Krünitza (1728–1796) nad encyklopedią przyrodniczą. Zaangażowany był w popularyzację nauki. Zajmował się głównie systematyką i specjalizował w badaniach nad porostami – był wiodącym badaczem rodzaju Cladonia. Opracowywał również kolekcje innych botaników, m.in. Wilhelma Gottlieba Tilesiusa (1769–1857).

## Publikacje
Lista publikacji podana za Neue Deutsche Biographie (NDB):
- 1811–1813 – Repertorium des Neuesten und Wissenswürdigsten aus der gesamten Naturkunde
- 1813 – Eudora, oder Blicke auf Welt unf Menschen, Natur, Wissenschaft, Künste und Gewerbe
- 1815 – Deutsche Lichenen gesammelt und mit Anmerkungen
- 1828 – De Cladoniis, difficillimo lichenum genere, commentatio nova[3]

## Członkostwa, wyróżnienia i odznaczenia
- 1820 – wybrany na członka Niemieckiej Akademii Przyrodników Leopoldina (Deutsche Akademie der Naturforscher Leopoldina)[4]

## Upamiętnienie
Na cześć Flörkego nazwano rodzaj okrytozalążkowych Floerkea (z rodziny limnantesowatych) oraz wiele gatunków porostów, na przykład chrobotek Floerkego Cladonia floerkeana.